# Lordomyrma bensoni
Lordomyrma bensoni é uma espécie de formiga do gênero Lordomyrma, pertencente à subfamília Myrmicinae.